# Lee DuBridge

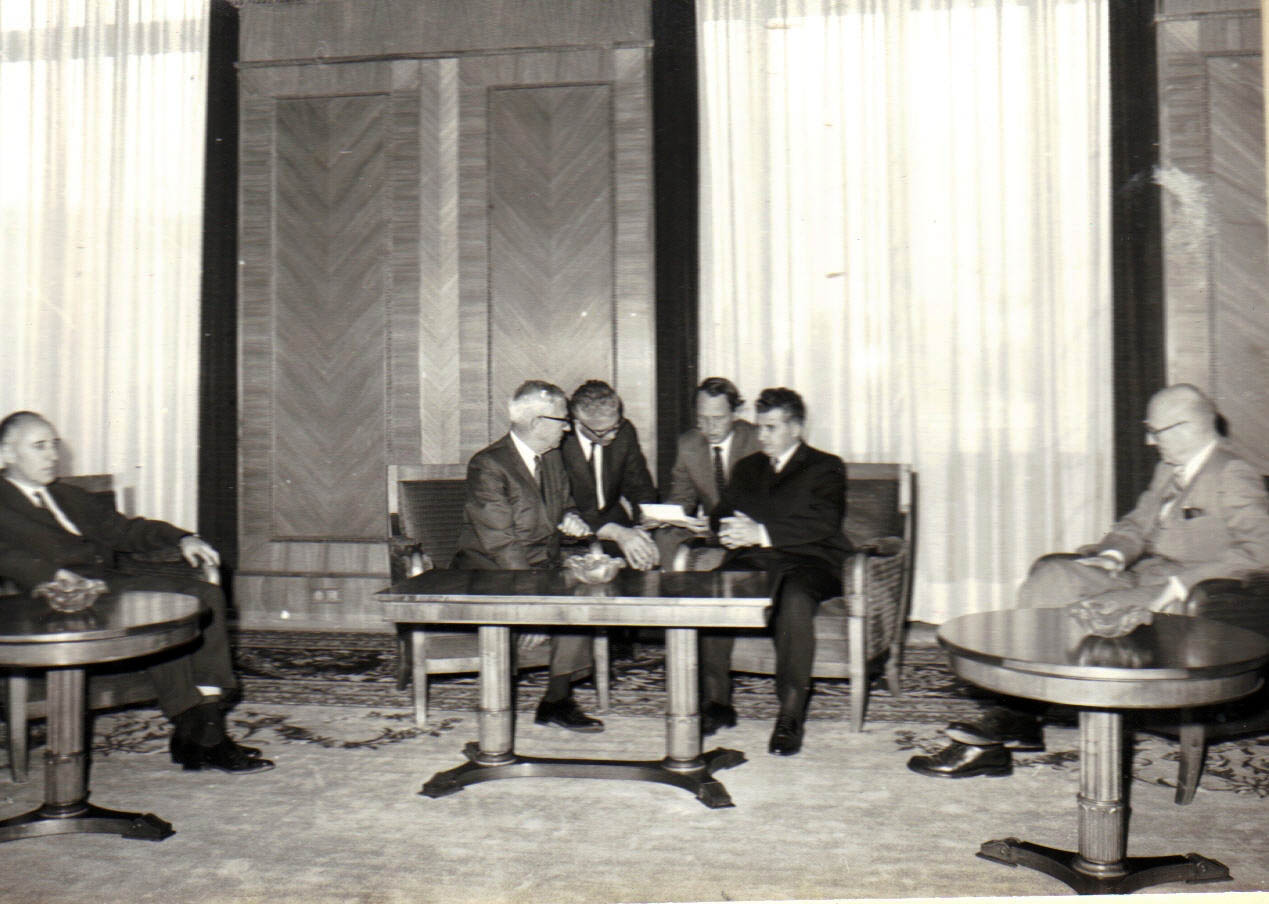
Lee DuBridge (am zentralen Tisch, links) wird von Nicolae Ceaușescu empfangen (1969).

Lee Alvin DuBridge (* 21. September 1901 in Terre Haute, Indiana; † 23. Januar 1994 in Duarte, Kalifornien) war ein US-amerikanischer Physiker, Präsident des Caltech und einflussreicher Wissenschaftsberater in den USA.
DuBridge wuchs in bescheidenen Verhältnissen auf, studierte am Cornell College und der University of Wisconsin–Madison, wo er 1924 seinen Master-Abschluss erhielt und 1926 promoviert wurde. Danach war er am Caltech bei Robert Millikan (mit einem Stipendium des National Research Council) und ab 1928 Assistant Professor an der Washington University in St. Louis (und 1933 Associate Professor). 1934 wurde er Professor an der University of Rochester, wo er 1938 bis 1942 Dekan der Faculty of Arts and Sciences war und außerdem Vorstand der Physik-Fakultät.
1941 war er Gründungs-Direktor des Radiation Laboratory des Massachusetts Institute of Technology, das er bis 1945 leitete. Hier wurde die Radartechnologie entwickelt. Dort begann seine langjährige Tätigkeit als wissenschaftlicher Berater sowohl der US Navy als auch der US Army. 1955 war er auf dem Titelblatt von Time (mit dem Untertitel Senior Statesman of Science).
1946 bis 1969 war er Präsident des Caltech. 1969 emeritierte er.
Seine frühen Arbeiten beschäftigten sich mit dem photoelektrischen Effekt, woraus zwei Bücher entstanden. In Rochester wechselte er zur Kernphysik und baute ein Zyklotron mit S. W. Barnes (das Energien von 5 MeV erreichte und ab 1936 operierte).
1969/70 war er Vorsitzender des President’s Science Advisory Committee (PSAC). 1947 war er Präsident der American Physical Society, deren Fellow er seit 1931 war. Er war sowohl im Rat (Board of Trustees) der Rockefeller Foundation (1956–1967) als auch der Rand Corporation (1948 bis 1961) sowie wissenschaftlicher Berater bei General Motors. Seit 1942 war er Mitglied der American Philosophical Society und seit 1943 der National Academy of Sciences. 1946 wurde DuBridge in die American Academy of Arts and Sciences gewählt.
1958 bis 1964 war er im National Science Board.

## Ehrungen und Familie
Er erhielt die US Medal of Merit, den Vannevar Bush Award und die Medal for Service in the Cause of Freedom des britischen Königs. Er war achtundzwanzigfacher Ehrendoktor. Der Asteroid (5678) DuBridge wurde nach ihm benannt. Gleiches gilt für die DuBridge Range, einen Gebirgszug im ostantarktischen Viktorialand.
Er war seit 1925 verheiratet und hatte eine Tochter und einen Sohn.